# Mirtha Brock
Mirtha Brock, född 9 april 1970, är en friidrottare från Colombia. Hon deltog vid olympiska sommarspelen 1996 och olympiska sommarspelen 2000.